# Зајсла
Зајсла (њем. Seisla) општина је у њемачкој савезној држави Тирингија. Једно је од 76 општинских средишта округа Зале-Орла. Према процјени из 2010. у општини је живјело 157 становника. Посједује регионалну шифру (AGS) 16075103.

## Географски и демографски подаци
Зајсла се налази у савезној држави Тирингија у округу Зале-Орла. Општина се налази на надморској висини од 350 метара. Површина општине износи 4,4 km². У самом мјесту је, према процјени из 2010. године, живјело 157 становника. Просјечна густина становништва износи 35 становника/km².